# Foro Batllista

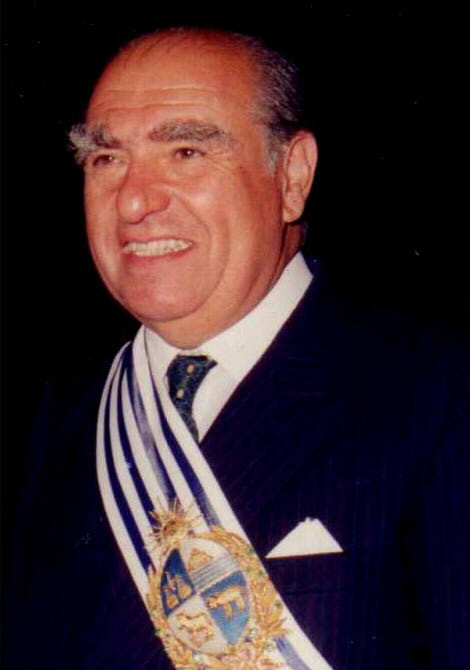
Expresidente de Uruguay, 2005.

El Foro Batllista fue un sector del Partido Colorado de Uruguay, de tendencia liberal y socioliberal, aunque se autorrevindicaba Batllista. Inspirado en la llamada Tercera Vía, corriente ideológica desarrollada principalmente en Europa pero también América Latina, que busca el desarrollo de posturas más liberales de la socialdemocracia, perfectamente aplicable a los gobiernos de Felipe González en España, Tony Blair en Inglaterra, o Ricardo Lagos en Chile. El Foro Batllista basó su accionar político en quien fuera dos veces presidente Julio María Sanguinetti, líder y fundador de la agrupación. Además, Sanguinetti fue secretario general de la Convención del Partido Colorado y senador de la república por el mismo partido.

## Historia
Tras la muerte del líder histórico del Partido Colorado, Luis Batlle Berres, en 1964 coexistían en el Batllismo Unido Lista 15, todas las corrientes batllistas opuestas al pachequismo -sector conservador y autoritario del Partido, que representaba ideológicamente lo más opuesto al Batllismo-, así como la del hijo de Luis Batlle, Jorge Batlle, -el que luego sería presidente de la República-, en la que estaban entre otros Julio María Sanguinetti, también listas donde lideraban Manuel Flores Mora y Amílcar Vasconcellos, o la agrupación de Zelmar Michelini, -que luego se iría del sector, para después abandonar el partido-. Tras el quiebre institucional todos estos líderes fueron proscriptos, perseguidos, encarcelados y en un caso, Zelmar Michelini fue asesinado.

### El surgimiento de Sanguinetti
Alrededor de 10 años después comenzó la transición democrática, con el plebiscito del SI y el NO, donde los militares pretendieron perpetuarse ininterrumpidamente, rompiendo definitivamente con el sistema democrático. Dentro del partido colorado, el Dr. Enrique Tarigo fue uno de los dirigentes políticos que se opuso fuertemente a esta iniciativa, principalmente desde el semanario colorado Opinar, y gracias a un memorable debate televisivo en Canal 4. Luego de la derrota de los militares en dicho plebiscito, Tarigo jugó un papel muy relevante en la transición democrática del país. Tarigo luego sería uno de los fundadores más importantes del Foro Batllista-, junto a Sanguinetti, el cual fue uno de los negociadores más destacados y jugó un papel importante en el logro de la libertad democrática.
Con los líderes de las tres fuerzas políticas más relevantes proscritos, (Jorge Batlle, -Partido Colorado-, Wilson Ferreira Aldunate, -Partido Nacional, conservador, nacionalista- y el general Líber Seregni, -Frente Amplio, coalición de izquierdas-), se logró la primera elección democrática después de 12 años, dónde Sanguinetti fue el secretario general y candidato del Partido Colorado junto a Enrique Tarigo, como candidato a vicepresidente. En un principio, sustituyendo a la candidatura natural de Jorge Batlle.
Pero la inteligencia, cultura y capacidad de Sanguinetti ya lo consagraban como un líder partidario.
Sanguinetti fue entonces electo presidente en noviembre de 1984. El primer período estuvo marcado por el regreso al espíritu republicano, con numerosas leyes que asentaron la libertad democrática y la paz institucional. Ya con visiones modernas a largo plazo en economía.

### Sanguinetti contra Batlle
Terminado el período y teniéndose en cuenta que no existe en Uruguay la reelección presidencial inmediata, Enrique Tarigo y Jorge Batlle se disputaron la candidatura presidencial, lo que generó una gran ruptura en la Lista 15, pues para sorpresa de Batlle, Sanguinetti apoyó la candidatura de Tarigo. Pero en las elecciones internas del Batllismo de 1989, Batlle resultó ganador, y las secuelas del enfrentamiento trajeron aparejada a la larga la división del Batllismo Unido, entre Batllismo Lista 15 y Foro Batllista lista 2000.
En las elecciones de 1989, las listas que darían origen al Foro Batllista obtuvieron una mala votación, pero para las elecciones siguientes Sanguinetti resultó reelecto presidente, y así se convirtió el Foro Batllista en el sector mayoritario.

### El Foro Batllista como sector de gobierno
El segundo período se distinguió como un período de crecimiento: se implantaron reformas liberales en economía, la mortalidad infantil se redujo del 30 por mil al 14 por mil y el país creció anualmente e ininterrumpidamente un 3,8%. Se hicieron grandes reformas en la organización estatal, en el sistema de jubilaciones, en el funcionamiento electoral, se hizo una profunda reforma de la educación, que logró una educación más moderna y laica, y se combatió a su vez el poco acceso de la persona a la educación y el poco cumplimiento de los ciclos educativos. En el último año de período hubo un atraso cambiario con Brasil.
Si bien las diferencias entre la Lista 15 y el Foro Batllista se perpetuaron, eso no fue óbice para que ambos sectores uniesen fuerzas tras las primeras elecciones internas a padrón abierto; así, el derrotado precandidato forista Luis Hierro López acompañó al quincista Jorge Batlle en la fórmula presidencial. En las elecciones de 1999 ambos sectores comparecieron en relativa armonía, obteniendo ambos una decorosa votación. Aunque tras la crisis de 2002, -en el gobierno de Jorge Batlle-, el Foro Batllista se mantuvo fiel y defensor del gobierno colorado.

### Ocaso electoral
Los comicios de 2004 marcaron una dura derrota para los colorados; y el Foro Batllista no fue excepción, obteniendo apenas un senador y siete diputados.
Para las elecciones internas de 2009 designó a Luis Hierro López como precandidato presidencial, apoyado por el otro aspirante a precandidato presidencial, y actual Intendente del departamento de Rivera, Tabaré Viera, que decidió desistir de la candidatura en pos de mantener la unión del sector. Por el contrario, Washington Abdala, también aspirante a la candidatura, se alejó del Foro Batllista y formó una nueva agrupación dentro del Partido, "Podemos Más", con la cual pensaba presentar su precandidatura, aunque posteriormente desistió. Finalmente, el resultado electoral del Foro Batllista en las internas fue de apenas el 12% de los votos colorados; si además se considera que el Partido Colorado cosechó el 12% del total de votos emitidos, resulta que apenas 1 de cada 150 electores acompañó al otrora poderoso sector.

### En la oposición
Tras el magro desempeño en las internas de junio de 2009, el Foro Batllista creó un espacio común batllista para hacer frente al ascenso de Vamos Uruguay llamado Propuesta Batllista.

## Actualidad
En 2018 se disolvió el sector, pasando a integrar el sector Batllistas, de cara a las elecciones de 2019, apoyando la precandidatura de Sanguinetti.